# Charis Dorsum
Il Charis Dorsum è una struttura geologica della superficie di Marte.